# Győr (district)
Het District Győr (Győri járás) is een district (Hongaars: járás) in het Hongaarse comitaat Győr-Moson-Sopron. De hoofdstad is Győr. 

## Plaatsen
- Abda
- Bezi
- Börcs
- Bőny
- Dunaszeg
- Dunaszentpál
- Enese
- Fehértó
- Győr
- Győrladamér
- Győrság
- Győrsövényház
- Győrzámoly
- Győrújbarát
- Győrújfalu
- Gönyű
- Ikrény
- Kajárpéc
- Kisbajcs
- Koroncó
- Kunsziget
- Mezőörs
- Mosonszentmiklós
- Nagybajcs
- Nagyszentjános
- Nyúl
- Pér
- Rábapatona
- Rétalap
- Sokorópátka
- Tényő
- Töltéstava
- Vámosszabadi
- Vének
- Öttevény